# Плавка

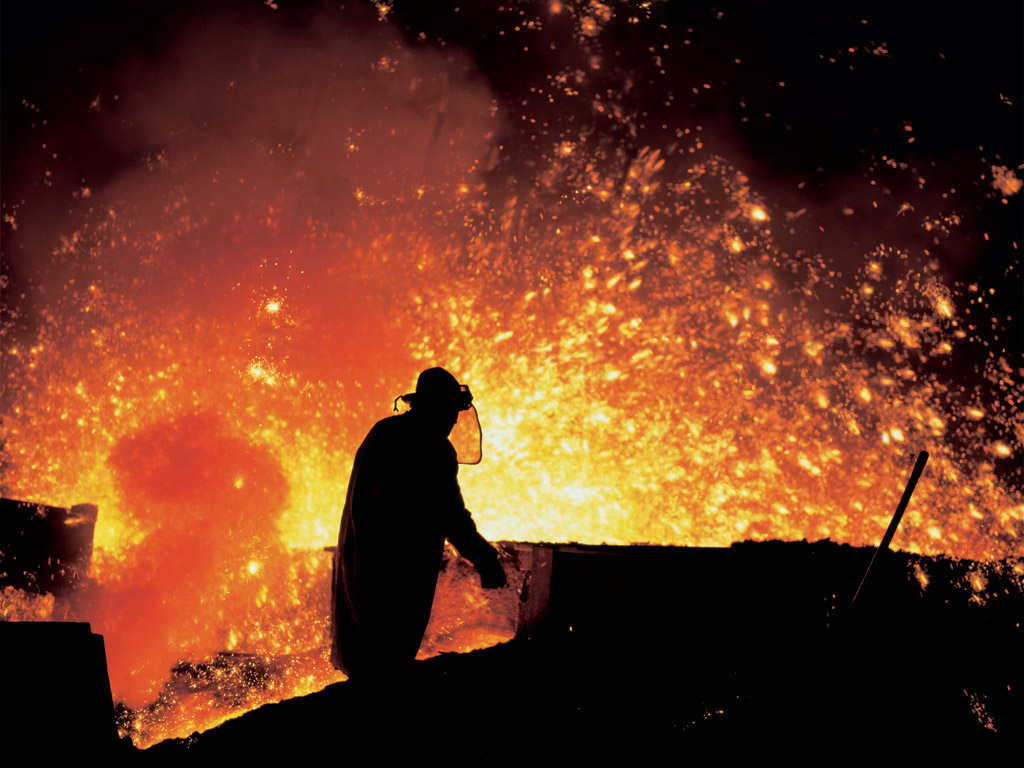

Пла́вка — процес переробки матеріалів, головним чином, металів.

## Означення
1. Процес переробки матеріалів (головним чином металів) в плавильних печах з отриманням кінцевого продукту в рідкому вигляді. У металургії застосовується для витягання металу з руди (доменна плавка), переділу твердої або рідкої металевої шихти (мартенівська плавка, електроплавлення, киснево-конвертерна плавка, рафінування феросплавів і кольорових металів), отримання сплавів, розплавлення твердого металу для відливання злитків або фасонного литва і інших цілей.
2. Разовий цикл процесу плавки, а також отриманий в результаті цього продукт. Метал отриманий в результаті кожної конкретної плавки має свій набір властивостей, тому при виробництві спецсталей чи складних сплавів до яких висуваються підвищені вимоги перевіряється та сертифікується окремо результат кожної плавки. Оскільки виробництво продукції менше однієї плавки технічно неможливе, то її розмір відіграє помітну роль в плануванні виробництва, закупівель та збуту металургійних підприємств, металоторговців та споживачів металопродукції. В чорній металургії плавка становить 150—300 тонн, як правило близько 170—200 тонн.

## Загальний опис
Процес плавлення використовується для вилучення багатьох металів з їхньої руд, у тому числі срібла, заліза, міді та інших металів. У ході плавлення використовується тепло та хімічний відновник для розкладання руди, видалення інших елементів у вигляді газів або шлаку, внаслідок чого залишається металева основа. Відновником зазвичай є джерело вуглецю, такий як кокс, або, більш ранні часи, деревне вугілля.
Вуглець (або одержуваний з нього монооксид вуглецю) видаляє з руди кисень, залишаючи металеві елементи. Таким чином, вуглець окиснюється у два етапи, виробляючи спочатку монооксид вуглецю, а потім діоксид вуглецю. Оскільки більшість руд містять домішки, часто необхідно використовувати флюс, такий як вапняк для видалення супутньої породи у вигляді шлаку.

## Цікаве з історії плавки
Ґеорґіус Аґрікола присвятив свою роботу De Re Metallica (1556 рік) саме опису плавки руд і металів, мети, з якою застосовують плавку:
| Плавка необхідна, оскільки тільки за допомогою її гірські породи і затверділі соки (розсоли) відокремлюються від металів, які набувають властивого їм кольору, очищаються і стають у багатьох відношеннях корисні людині. Під час плавки відокремлюються речовини, які раніше були домішками до металу. |
| Під час плавки відокремлюються речовини, які раніше були домішками до металу. Руди сильно відрізняються, по-перше, за металами, які в них містяться, потім за кількістю металу, що міститься в них, а також тим, що одні з них швидко плавляться на вогні, а інші – повільно. Тому існує багато способів плавки. |
| Можливі кілька способів плавки однієї і тієї ж руди, що дозволяють отримати однакову за масою кількість металу, проте одні з цих способів вимагають більшої витрати коштів і праці, ніж інші. Руда може плавитися в печі або без неї. При плавці в печі випускний отвір може при потребі бути закритим або постійно відкритим. Без печі руда може плавитися в тиглях або каналах. ...Є чотири способи плавки руд золота, срібла, міді та свинцю. Перший спосіб застосовується для руд, багатих золотом і сріблом, другий – для руд із середнім вмістом металу, третій – для бідних руд і четвертий – для мідних і свинцевих руд, що містять або не містять благородних металів. |
| У Вестфалії викладають десять возів вугілля на схилі гори, до якої примикає рівнина, і, зробивши верхівку купи вугілля плоскою, накидають на неї солому у вигляді шару товщиною 3 або 4 пальця. Зверху кладуть стільки чистої свинцевої руди, скільки може витримати купа. Потім вугілля підпалюють. Вітер роздмухує вогонь і руда плавиться. Свинець капає, стікає на рівнину та утворює широкі тонкі пластинки. У запасі тримають кілька сотень фунтів свинцевої руди і, якщо справа йде як слід, підкидають її на купу. Широкі пластинки свинцю виявляються нечистими, тому їх кладуть на сухі дрова, укладені на свіжозрубані дрова, які, у свою чергу, лежать на великому тиглі. Дрова підпалюють і переплавляють свинець. |